# 西慶州駅 (中央線)
座標: 北緯35度52分07.47秒 東経129度12分02.21秒 / 北緯35.8687417度 東経129.2006139度
西慶州駅（ソギョンジュえき）は、大韓民国慶尚北道慶州市見谷面金丈1里にかつて存在した韓国鉄道公社中央線の駅である。

## 駅周辺
- 東国大学校慶州キャンパス
- 羅原初等学校
- 見谷面事務所
- 花郎中学校
- 金丈初等学校

## 歴史
- 1992年11月1日 - 中央線の金丈駅として開業。
- 1995年8月10日 - 普通駅に昇格。
- 2009年1月1日 - 西慶州駅に改称。
- 2021年12月28日 - 中央線・東海線の複線電鉄化に伴い、中央線の駅としては廃止、金丈三角線廃止[1]。

## 隣の駅
韓国鉄道公社
中央線
牟梁駅 - (栗洞信号場) - 西慶州駅 - 慶州駅
金丈三角線
西慶州駅 - 羅原駅